# Сидорчук Олександр Петрович
Олександр Петрович Сидорчук (підпільна кличка «Моряк») (1913 р., уродженець села Радошино Ковельського району Волинської області, — 5 листопада 1942 р., Миколаїв) — український радянський розвідник, член диверсійно-розвідувальної групи «Миколаївський центр». Пройшов спеціальну підготовку у розвідшколі і був виконавцем більшості диверсій групи В. О. Лягіна (Корнева).

## Біографія
Після закінчення 7 класів київської середньої школи № 56 працював на заводі «Більшовик». У 1933 році добровольцем вступив до лав Червоної Армії. Проходив службу червонофлотцем на Далекому Сході. Після демобілізації ходив на риболовецьких суднах у Чорному морі. Перед війною його направили навчатися до спецшколи в Ленінграді. У 1937 році став працювати в органах НКВС м. Києва. У 1941 році, за два тижні до захоплення Києва німецькими військами, був направлений у Миколаїв в розпорядження обласного управління держбезпеки.

### Вхід до складу групи Лягіна
Залишений на окупованій німцями території, увійшов до складу диверсійно-розвідувальної групи «Миколаївський центр» під керівництвом В. О. Лягіна (Корнева). Група В. О. Лягіна вчинила великі диверсії. Головним виконавцем більшості з них був О. П. Сидорчук. У грудні 1941 року В. О. Лягін доручив йому підготувати і провести диверсію по знищенню теплого обмундирування, завезеного для гітлерівської армії. О. П. Сидорчук залучив до цієї операції В. О. Васильєва, П. П. Луценка, М. В. Улезка, Ф. О. Воробйова та інших підпільників.

### Диверсія на складі обмундирування

група «Миколаївський центр» Сидорчук

Встановивши місце складу — підвальне приміщення взуттєвої фабрики по вулиці Радянській, Сидорчук з групою проник у двір і через розбиті стекла вікон підвалу закидав його пляшками із запальною сумішшю. 18 автомашин з теплим обмундируванням для німецьких військ були знищені.

### Диверсія на автобазі в Мондпарку
В середині листопада 1941 року групи «Миколаївський центр» завдав німцям першого удару. У парку ім. Г. І. Петровського, перейменованому німцями в Мондпарк («Луна-парк»), містився військовий склад та автобаза. Цей об'єкт і було обрано для диверсії. Петро Луценко і Микола Улезко заздалегідь взяли зі сховища потрібну кількість вибухівки та капсулів-детонаторів. Усе це передали Сидорчукові, а той вже з допомогою Олександра Соколова заклав вибухівку на території автопарку. П'ятнадцятого листопада після потужного вибуху запалали вантажівки. Було знищено 20 автомашин, 5 мотоциклів, до 30 тонн пального і запасні частини до автомашин.
А незадовго до цієї акції рейхсміністр східних земель Альфред Розенберг у своїй промові назвав Миколаїв одним з «тихих» міст України. І ось вибух у самому центрі цього міста. Розлючені німці за цю диверсію наклали на миколаївців контрибуцію — півмільйона німецьких карбованців.

### Шлюб та співпраця з Адель-Гайден Келем-Лермонтовою

Адель-Гайден Келем-Лермонтова

Сидорчук отримав інформацію, що в будинку № 12 на Радянській вулиці мешкала німкеня Адель-Гайден Келем-Лермонтова (у спілкуванні її звали Галиною), яка характеризувалася, як співчутлива до радянської влади. Вона працювала в їдальні місцевого військового гарнізону. Сидорчук познайомився з дівчиною. Обережно почав цікавитися, що вона робитиме, коли місто захоплять німці. З відповідей Адель він зрозумів, що цій дівчині можна довіряти. Невдовзі Олександр й Адель побралися.
Олександр Сидорчук найнявся спочатку на елеватор. Але це місце не влаштовувало групу. Тоді Сидорчук попрохав дружину попрацювати в їдальні для німців на Інгульському військовому аеродромі 4-ї повітряної армії люфтваффе. Вона досягла цієї мети без особливих ускладнень. А невдовзі не без її допомоги Олександр почав працювати кочегаром на цьому аеродромі. Своєю «щирістю» й «товариськістю» Сидорчук полонив німецьких солдатів і знайшов спільну мову з інженером Моллєм, який часто заходив до котельні. Колись Молль був у полоні в Росії, і йому, звичайно, було про що згадати. Адель приносила в котельню їжу та спиртне. Поступово там почала збиратися майже вся обслуга аеродрому, котра вважала Алекса (так німці зверталися до Сидорчука) своїм другом. Декого Сидорчук запрошував до себе додому. І вермахтівці в товаристві німкені Адель та її чоловіка Алекса почувалися розкуто.
До жовтневих свят Віктор Лягін підготував листівку, в якій йшлося про боротьбу комуністичних активістів проти німців і стан воєнних дій на фронтах німецько-радянської війни. Розповсюдження цих листівок доручили Сидорчукові, який залучив до цієї справи свою дружину.

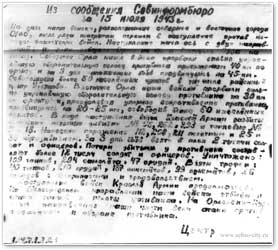
Антинімецька листівка з текстом повідомлення Радінформбюро. 1943 р.

У зв'язку з передислокацією авіаз'єднань німців на Кавказ потрібні були активні дії в запіллі. Основна мета диверсійних операцій — перешкодити гітлерівцям зосередити сили для наступу на бакинські родовища нафти. Москва перед усіма резидентурами півдня України поставила завдання провести масштабні диверсії по знищенню аеродромів, ремонтних баз і літаків супротивника.
Сидорчук скрупульозно склав схему мінування і розрахував детонацію вибухівки на площу усього льотного комплексу. На резервному аеродромі постійно базувалися 25—30 літаків. Тут були ремонтні ангари, склади запчастин і стояли цистерни з авіаційним паливом. Треба було зробити так, щоб усе це одночасно злетіло у повітря.
Необхідно було доставити на базу 224 кілограми вибухівки. Підривник вирішив основну частину вантажу переправити вночі через річку Інгул. Довелося кілька разів плисти в холодній воді, штовхаючи перед собою маленький пліт. Але у кінці лютого річка замерзла, і німці виставили на березі посилену охорону. Вибухівки явно бракувало.
Саме тоді дозрів ризикований план. Фрау Сидорчук повинна була щодня ходити до свого чоловіка на аеродром і носити йому обід в кошику. Хліб, каструлька з супом, кукурудзяні перепічки, варені яйця, згори шматок тканини — скатертина. На дні кошику — розфасовані пакети з вибухівкою. Вони нагадували бруски господарського мила.
Адель ходила через міст десять днів. Багато разів її зупиняли патрулі. Дивилися документи й відпускали. Скоро усі звикли до її щоденних переходів. Солдати віталися з нею, офіцери запитували: «Що буде на вечерю?». Поступово вона перенесла необхідний вантаж.
Олександр Сидорчук зібрав годинниковий механізм, виставив час. Коли все було підготовлене, він повідомив коменданта аеродрому, що захворів і не може працювати. Той дозволив йому залишитися вдома.
Олександр лежав у ліжку з обмотаним горлом, поряд на стільці стояла пляшечка з полосканням, лежали пігулки. Адель теж залишилася вдома, щоб доглядати «хворого».

### Диверсія наІнгульському військовому аеродромі
10 березня 1942 року прогриміли вибухи. Була здійснена найбільша диверсія в історії миколаївського підпілля. Знищені 27 літаків, 25 авіамоторів, бензосховище, два ангари. Загинув цілий авіаційний полк люфтваффе. Аеродром був повністю виведений з ладу. Все сталося хвилина в хвилину. Вгору піднявся величезний стовп чорного диму. Німці не могли два дні загасити пожежу.

Диверсія на Інгульському аэродромомі 1942 р.

Сидорчука, незважаючи на алібі, заарештували. Але жодних доказів причетності його до диверсії на аеродромі у німців не було, тож незабаром чекіста звільнили.
Сидорчук був поза підозрою. Лягін нагородив Сидорчука золотим годинником. Але з Інгульського військового аеродрому усі українські і російські робітники були звільнені.
Після війни жителі Миколаєва встановили на місці аеродрому (нині — парк Перемоги) пам'ятний камінь із написом: «На цьому місці 10 березня 1942 року чекіст-розвідник Олександр Сидорчук здійснив одну з найзначніших диверсій проти німецьких окупантів».
«Миколаївський центр» тим часом розростався: у ньому було понад двадцять груп. Вони діяли в Миколаєві, Баштанському, Березнегуватському, Новоодеському районах. Своїми акціями «Центр» просто приголомшив місцеве військове командування й гітлерівську адміністрацію. Німці підрахували, що їм було завдано збитків більш ніж на 40 мільйонів рейхсмарок.

### Знищення портового складу пального

Вибух на нафтобазі в торговому порту м. Миколаєва 1942 р.

Після звільнення з Інгульського військового аеродрому Олександр Петрович поступив на нафтобазу. Ця база забезпечувала пальним морський порт, аеродром, автопарки. У сторожовій будці Сидорчук чергував разом з німецьким солдатом. У холодну осінню ніч 1942 р. їм ніяк не вдавалося розтопити піч. «Принеси бензину відро», — сказав німецький солдат. Олександр Петрович давно чекав такого наказу. Він узяв відро, в подвійному дні якого було закладено вибуховий пристрій, і пішов до середнього резервуару. Вибуху міни ніхто не почув. Його перекрив страшний рев нафти, що миттєво спалахнула. Це було
3 листопада 1942 р. Пожежа тривала два дні.

### Загибель

Пам'ятник Сидорчуку О. П. на Миколаївському міському цвинтарі

У Миколаєві не знайшлося засобів гасіння нафти, що горіла, і нафтопродуктів. Олександра Сидорчука знайшли уранці 4 листопада. Вибуховою хвилею його відкинуло від резервуарів. Близько ста метрів він повз. На березі водного каналу він втратив свідомість. Виконуючи завдання «Центру», Олександр Петрович Сидорчук отримав важку контузію і опіки першого і другого ступеня усього тіла. У лікарні він жив ще два дні і помер 5 листопада 1942 р., не опритомнівши. Свідчення німецького солдата, з яким чергував Сидорчук, збили з пантелику гестапо і слідчу комісію Абверу.
Відводила підозри від Сидорчука Галина Келем, його дружина. Своїми емоційними розмовами вона переконала гестапо і коменданта міста, що її чоловіка убили бандити, які давно погрожували йому.
|  | Заступник Лягіна по диверсійній роботі, співробітник НКВС Сидорчук заслужив звання Героя Радянського Союзу, але, на жаль, моє подання на цю нагороду не було підтримано. (Павло Анатолійович Судоплатов, начальник розвідувально-диверсійного управління НКВС СРСР у 1941—1945 рр.) |

Сидорчук О. П. радянською владою був посмертно нагороджений орденом Вітчизняної війни 1-го ступеня, медаллю «Партизанові Великої Вітчизняної війни» 1-го ступеня.
Герой-розвідник Олександр Петрович Сидорчук похований на Миколаївському міському цвинтарі.

### Пам'ятний знак в парку Перемоги
На центральній алеї парку Перемоги досі є пам'ятний камінь з меморіальною дошкою на честь чекіста Олександра Сидорчука.
Автор пам'ятника: скульптор О. О. Здиховський.

### Меморіальна дошка по вулиці Соборній
На будинку по вулиці Соборній (колишня Радянська), 4, в якому в 1941—1942 рр. мешкав Олександр Сидорчук, досі є меморіальна дошка.

### Пам'ятний знак у парку «Народний сад»
У парку «Народний сад» встановлений пам'ятний знак.

Пам'ятний знак в парку «Народний сад»

Меморіальна дошка на вулиці Соборній

Пам'ятний знак в парку Перемоги

### Експозиції в музеях

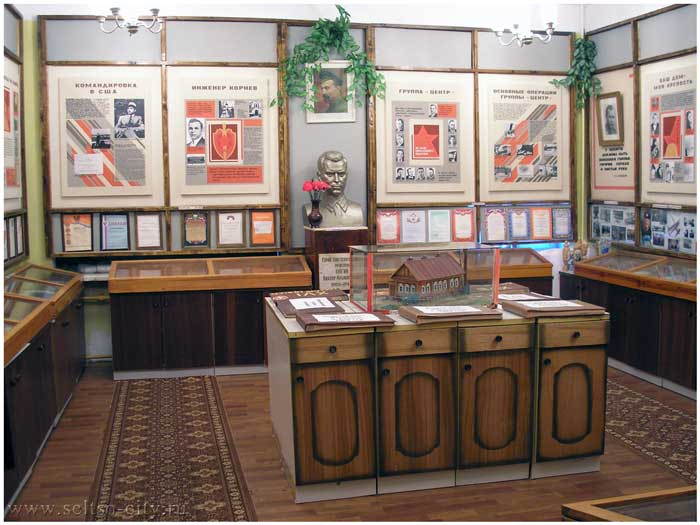
Музей у м.Сільце Брянської обл.

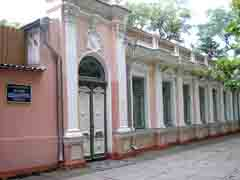
Музей Лягіна в Миколаєві

Матеріали про чекіста Сидорчука О. П. (основні бойові операції групи «Центр», в яких він брав участь; фотографії його друзів-чекістів та керівника групи В. О. Лягіна; радянські книги, у котрих описано діяльність групи «Миколаївський центр» російською, українською та німецькою мовами) розміщені в експозиціях Історико-краєзнавчого музею м. Сільце Брянської області, котрий був відкритий у квітні 1967 р. у будинку Сільцевської середньої школи № 1.
Трофейні німецькі фотографії, на яких зафіксовані диверсії, розроблені Сидорчуком О. П. та здійснені ним спільно з іншими учасниками групи В. О. Лягіна на Інгульському військовому аеродромі у березні 1942 р. і в морському порту у листопаді 1942 р., антинімецькі листівки, які «Моряк» розповсюджував за дорученням Лягіна, та інші експонати, пов'язані з діяльністю Сидорчука та його друзів, зберігаються у музеї «Підпільно-партизанський рух на Миколаївщині в роки Великої Вітчизняної війни» (м. Миколаїв, вул. Лягіна, 5), який відчинив свої двері для відвідувачів 29 квітня 1975 р.

### Художня література

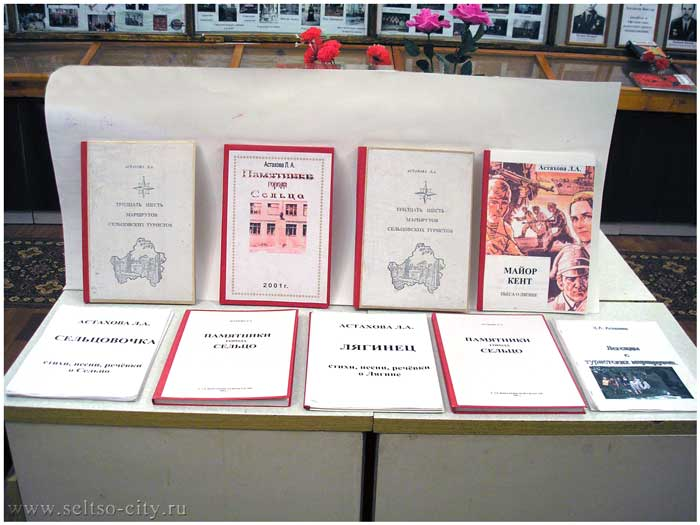
Книга «Майор Кент» на експозиції музею у м. Сільце

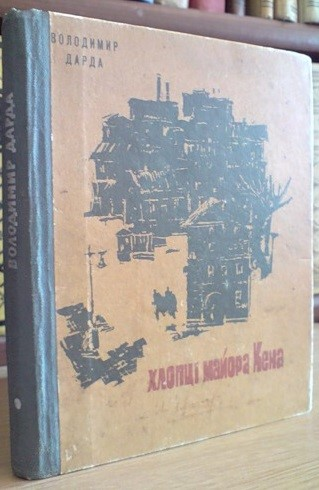
«Хлопці Майора Кена» (Титул)

Діяльність О. П. Сидорчука у складі групи Лягіна в Миколаєві відображена у пригодницькій повісті Василя Ардаматського «„Грант“ викликає Москву», де описано діяльність чекістів і обставини їх провалу та загибелі. Прізвища прототипів там легко вгадуються через прізвища персонажів: Шрагин-Лягін, Федорчук-Сидорчук і так далі. Ця повість витримала чотири перевидання (у 1965, 1988, 1994 та 2008 рр.) та була перекладена з російської на українську мову у 1967 р. відомим українським перекладачем Григорієм Куліничем.
Директор Історико-краєзнавчого музею м. Сільце Брянської області Людмила Андріївна Астахова, крім дослідницької літератури про групу «Миколаївський центр», написала також художню книгу «Майор Кент», у якій в особах та діалогах відтворена діяльність чекістів, у тому числі детальна підготовка Сидорчуком О. П. підривних операцій.
Про чекіста Олексу Сидорчука, його керівника, Героя Радянського Союзу Віктора Лягіна, та їх друзів написав повість «Хлопці майора Кена» у 1968 р. радянський український письменник, член Спілки письменників СРСР, Володимир Іванович Дарда.